# Patakos
Patakos (ukránul: Пацканьово) település Ukrajnában, Kárpátalján, az Ungvári járásban.

## Fekvése
Ungvártól keletre, Unggesztenyés keleti szomszédjában fekvő zsákfalu.

## Története
1910-ben 1276 lakosából 18 magyar, 127 német, 1130 ruszin volt. Ebből 1146 görögkatolikus, 129 izraelita volt. A trianoni békeszerződés előtt Bereg vármegye Latorczai járásához tartozott.

## Itt éltek
- Szvida Vaszilij (1913-1989) - ukrán szobrász-fafaragó, népművész.